# Arsenie Boca
Arsenie Boca (nascido Zian-Vălean Boca) (Vața de Sus, 29 de setembro de 1910 – Sinaia, 28 de novembro de 1989), foi um padre e teólogo da Igreja Ortodoxa Romena, humanista e pintor de ícones.
Arsenie Boca foi considerado o maior confessor romeno do século XX. Mesmo não tendo sido canonizado, o seu túmulo em Prislop é visitado diariamente por milhares de peregrinos. 

## Biografia
Nascido em 29 de setembro de 1910 em Vața de Sus, concluiu em 1929 o Liceu Ortodoxo Avram Iancu e entrou para a Academia de Teologia de Sibiu, tendo  terminado em 1933, quando recebeu uma bolsa de estudos, concedida pelo bispo da Arquidiocese de Sibiu, Nicolae Balan, para participar dos cursos no Instituto de Belas Artes de Bucareste. No mesmo período, assistiu aos cursos de Medicina com o professor Francisc Iosif Rainer (1844-1944),  e estudou o misticismo cristão com o professor Nichifor Crainic (1889-1972), em Bucareste.
Naquela época, o pintor romeno Costin Petrescu, professor da Universidade de Belas Artes de Bucareste, encomendou-lhe a representação de Miguel o Valente. Ele foi enviado pelo Bispo Balan ao Monte Athos para obter alguns manuscritos da Filocalia em romeno e grego. Durante esta viagem teve uma profunda experiência espiritual, marcante para o seu caminho em direção monaquismo.[carece de fontes?]
Com vinte e cinco anos, foi ordenado diácono e em 1940 recebeu a tonsura e a ordem sagrada. Dois anos depois, foi nomeado Starec no mosteiro de Brâncoveanu.
Foi preso pela primeira vez, em 1945, durante a ocupação da Roménia pelo exército soviético. Em 14 de maio de 1948, preso pela segunda vez, foi acusado de ajudar os anticomunistas. Para sua segurança, o Bispo Balan transferiu-o, em novembro de 1948, para o mosteiro de Prislop, onde foi nomeado Starec. Foi novamente preso em 1950, 1951, 1953, 1955 e 1956. Em 1959, foi acusado de irregularidades financeiras na gestão do mosteiro (acusação da qual será liberado só post mortem, em 1998) e exilado para Bucareste, onde ele foi autorizado a sobreviver como pintor de igrejas.
Constantemente vigiado pela Securitate, aposentou-se na cidade de Sinaia, onde trabalhou na iconografia da igreja de Drăgănescu. Faleceu em 28 de novembro de 1989 e foi enterrado, conforme seu desejo, no mosteiro de Prislop, localizado em Hunedoara, Romênia, em 4 de dezembro seguinte.

## Livros
- Arsenie Boca; Cărarea împărăţiei (Cammino al Regno); Ed. Episcopiei Ortodoxe Romane a Aradului; 1995.
- Arsenie Boca; Lupta duhovnicească (Lotta spirituale); Ed. Agaton; Fagaras; 2009.
- Arsenie Boca; Trepte spre vieţuirea în monahism (Passi attraverso la vita monastica) Ed. Teognost; Cluj-Napoca; 2003.

## Fotografias

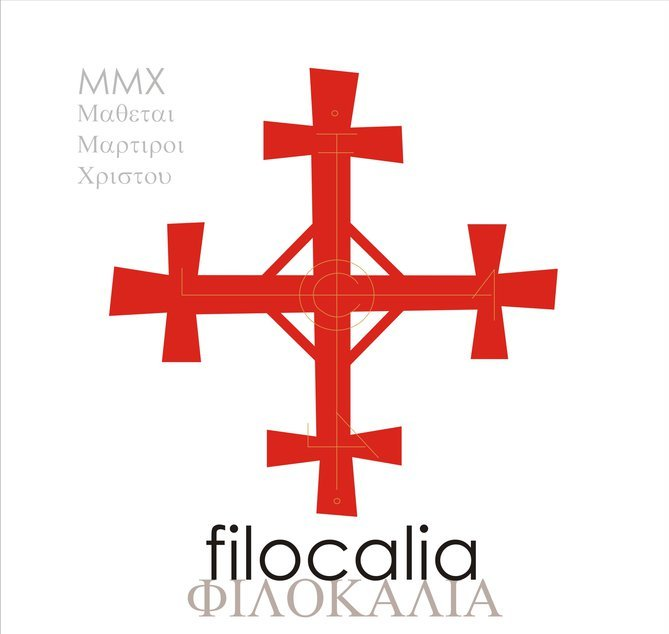
Capa da Filocalia desenhada para padre Boca.
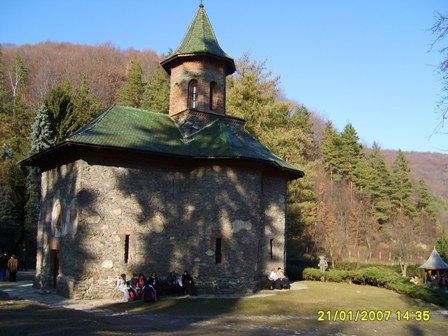
O mosterio de Prislop, onde está enterrado padre Boca.